# Вутах
Вутах (нім. Wutach) — річка в Німеччині, протікає землею Баден-Вюртемберг, права притока Рейну, річковий індекс 2198. Площа басейну річки становить 1123 км². Загальна довжина річки 90,2 км. Висота витоку 1440 м. Висота гирла 315 м.
Річкова система річки — Рейн.